# زقين كبسولي
زقين كبسولي (الاسم العلمي:Diascia capsularis) هو نوع من النباتات يتبع جنس الزقين من الفصيلة الغدبية.